# Des fourmis dans les pattes
Des fourmis dans les pattes (Ant Pasted) est un cartoon réalisé par Friz Freleng, sorti en 1953. Il met en scène Elmer Fudd.

## Fiche technique
- Réalisation : Friz Freleng
- Date de sortie : 1953

## Voix française

### Premier doublage (???)
- Roger Carel : Elmer Fudd

### Redoublage (1998)
- Patrice Dozier : Elmer Fudd